# 2018年澳門
|        | 澳門歷史 \| 澳門歷史年表                                                                                                   |
| 世紀： | 20世紀澳門 \| 21世紀澳門 \| 22世紀澳門                                                                                     |
| 年代： | 1980年代澳門 \| 1990年代澳門 \| 2000年代澳門 \| 2010年代澳門 \| 2020年代澳門 \| 2030年代澳門 \| 2040年代澳門               |
| 年份： | 2014年澳門 \| 2015年澳門 \| 2016年澳門 \| 2017年澳門 \| 2018年澳門 \| 2019年澳門 \| 2020年澳門 \| 2021年澳門 \| 2022年澳門 |
| 紀年： | 戊戌年（狗年）、澳門開埠465周年、澳門回歸19周年                                                                            |

## 主要官員

### 行政
- 行政長官：崔世安
- 行政法務司司長：陳海帆
- 經濟財政司司長：梁維特

### 立法
- 立法會主席：賀一誠

### 司法
- 終審法院首席法官：岑浩輝

## 大事時序

### 1月
- 1月4日：汲取去年天鴿風災的慘痛教訓，地球物理暨氣象局局長譚偉文在立法會表示，將於本年風季開始前，在颱風強度之上，加上強颱風及超強颱風兩個級別，與香港天文台及中國氣象局看齊，並將計算平均風速由一小時改為十分鐘，讓市民意識到熱帶氣旋的巨大威力。同時將風暴潮警告由3級增至5級，新增1.5至2.5米及2.5米以上潮水兩個警告。當局亦有意在短期內於內港興建1.5米高的矮牆，以抵禦20年一遇的洪水，但承認將改變內港景觀。[1][2]
- 1月5日：運建辦提出全新輕軌路線（東線），由關閘經新城A區到達氹仔北安碼頭，將於短期內展開研究，澳門半島線則仍未有動工時間表。[3][4]
- 1月10日：俾利喇街與飛能便度街早上近9時發生5車相撞嚴重交通事故，涉及1輛巴士及4輛私家車，初步懷疑巴士司機錯踏油門。附近閉路電視片段顯示巴士衝前撞向前方白色7座位私家車[5]，正在私家車前方過路的一名67歲女途人應聲飛彈倒地，復被夾於2部私家車之間，頭部大量出血變形，送院時無呼吸和心跳，送院後證實死亡，女死者為澳門居民[6]，白色私家車再被推撞向前面的3輛私家車，導致5車頭尾連環相撞。新時代巴士指初步排除是巴士機件問題，而巴士司機為兼職[7]。
- 1月16日：早上7時許，新口岸永利賭場一名男莊荷疑取走賭枱上合共值47,895,000港元的現金籌碼，並從枱底取出一個黑色袋，將籌碼及除下的莊荷制服放入袋內，然後徒步離開賭場，駕駛電單車逃去。澳門司警於18日晚在氹仔一公園拘捕兩名嫌犯，包括犯案的莊荷及其舅父。司警僅起回兩萬籌碼，該莊荷承認犯案，但拒絕透露籌碼的去向[8]。二人已被捕及移交檢察院[9]。
- 1月17日：「2018澳門美食年」正式啟動，它是四年建設「美食之都」工作計劃其中的重要部份，重點項目包括成立由社會文化司司長領導的管理及監督組織、研究推出深度美食遊路線、與高校、餐飲業及專業團體合作推動培訓交流活動及跟進澳門土生菜資料庫的籌設工作等等。[10]
- 1月29日：一名年約30餘歲俄羅斯籍華人在澳門旅遊塔玩笨豬跳時疑操作故障，被困在55米高半空，消防動用70米雲梯的消防車到場，又安排特勤隊人員在塔頂候命，消防人員剪斷笨豬跳兩邊的引繩，再由觀光塔人員緩慢將被困人士移回地面，拯救過程歷時1個多小時[11]。

### 2月
- 2月：澳門年輕昆蟲學者梁志文2017年在青洲山上發現新的螞蟻物種，經過一年多的調查和研究後，獲命名為澳門細蟻，並在國際期刊上刊登。[12][13]
- 2月14日：當局有意重建台山中街平民大廈，工務局發出相關的規劃條件圖草案，並收集公眾意見。草案顯示土地面積646平方米，比重建前的692平方米少，重建後樓宇可建最高50米，附有停車場、綠化休憩區。[14]現有租戶冀獲合理安排和安置。[15]

### 3月
- 3月4日：澳門中聯辦副主任陳斯喜在北京出席全國兩會表示有一些外部勢力試圖將港獨思潮引入澳門，他指雖然澳門形勢比較好，但亦不能放鬆，要始終保持高度警惕，要「露頭就打」。[16]
- 3月20日：澳門中聯辦副主任陳斯喜叫喊「結束一黨專政」的人不能參選立法會，國家憲法第一條規定，中國共產黨領導是中國特色社會主義最本質的特徵，港澳雖是特區，但尊重和維護憲法權威「沒有兩制之分」。此外陳斯喜亦當選為憲法及法律委員會副主任。[17]
- 3月28日：澳門特區政府刊登行政法務司司長作出的退休基金會批示，指前澳門氣象局局長馮瑞權符合《澳門公共行政工作人員通則》第263條第一款a項而聲明自願離職退休。其每月的退休金根據有關法令及上述《通則》計算，每月可獲得8萬元長俸。[18]
- 3月30日：商人吳立勝在美國紐約被控賄賂聯合國要員，以換取在澳門興建聯合國會議中心，罪名成立。美國政府尋求將吳立勝判監6年以上，同時尋求向吳罰款200萬美元。[19]

### 4月
- 4月11日：
  - 政府公布澳門氣象局前局台馮瑞權的紀律調查結果，報告結論指，馮及氣象局前副局長梁嘉靜在天鴿襲澳期間因有過錯未以有效方式執行職務，須負上紀律責任，決定中止向馮支付退休金4年，梁則被紀律處分，停職130天[20]。
  - 港鐵宣布旗下的全資附屬公司——港鐵（澳門）獲批澳門輕軌氹仔線的營運及維護合約，為期80個月。合約總金額為58.8億澳門幣。[21]
- 4月24日上午：中央政治局常委、國務院副總理韩正接見澳門特區全體官員和檢察長，此是韓正出任港澳工作協調小組組長後首次接見澳門政府官員。其表示一國兩制實踐取得舉世公認的成功，讚賞澳門回歸以後施政穩定，並提出要準確貫徹一國兩制方針和基本法、堅定不移維護國家主權、發展多元經濟、融入國家發展大局、把經濟推向更高台階和要為居民謀福祉等要求。[22][23]

### 5月
- 5月9日：行政長官崔世安率領澳門特區政府代表團抵達泰國展開訪問行程，是他以特首身份首次官式訪問泰國。崔世安與泰國外長敦帕馬威奈會面，強調要保持密切往來，強化貿易、旅遊合作，並將共同把握“一帶一路”的發展機遇。[24]二人又見證《中華人民共和國澳門特別行政區與泰王國普吉府締結友好城市諒解備忘錄》的簽署儀式。澳門政府並將在曼谷舉辦「2018傳統醫藥國際發展論壇」、「一國兩制」和參與「一帶一路」建設圖片展，和泰國—澳門投資及旅遊推介會等活動。[25]
- 5月29日：立法會議員蘇嘉豪由一項「加重違令罪」，被改判「非法集會及示威罪」罪成，罰款40,800元。[26]

### 6月
- 6月16日：由於交通事務局提出修訂《道路交通法》引起廣泛爭議，約8千市民遊行表達不滿，抗議澳門交通政策混亂、泊車位嚴重不足、違泊情況嚴重。（另見2018年澳門道路交通法修法爭議及中國內地與澳門駕照互認爭議）
- 6月22日：澳門經濟財政司在葡萄牙里斯本，與葡萄牙稅務事務國務秘書簽署協議，避免雙重徵稅及防止逃稅的協定。梁維特表示澳門將繼續與其他地區加強合作，致力構建符合國際標準的公平稅收環境。[27]
- 6月28日：保安司司長黃少澤在新聞發布會上宣布革新民防制度，制定《民防綱要法》以回應社會發展形勢，並展開公開諮詢。在諮詢文本中，當局建議新增「虛假社會預警罪」以對付「在宣告進入緊急預防狀態後的造謠或散播謠言行為」，並建議將違法者的處罰定為最高3年徒刑[28]，引起社會討論。

### 7月
- 7月3日：
  - 黑沙環百利新邨第二座一間營業中的食肆發生石油氣大爆炸，造成1死6傷，其中3人重傷。店內雜物及玻璃彈出馬路，店舖旁邊一幅3米乘5米的外牆亦倒塌，有附近店舖及汽車的玻璃被震碎。消防員為免出事的店舖倒塌，用支架支撐天花，並監測是否仍有氣體洩漏。[29]
  - 第一屆中國與葡語國家電影展在澳門舉行，社會文化司司長譚俊榮、中聯辦宣傳文化部部長萬速成和外交部駐澳特派員公署等人出席開幕式。文化局局長穆欣欣稱影展旨在建立中國與葡語國家電影文化的交流平台，拓展本地觀眾的視野[30]。

### 8月
- 8月21日：武術運動員黃俊華摘下澳門歷來第2面亞運會金牌。[31]
- 8月27日：行政會完成討論《澳門特別行政區維護國家安全委員會》行政法規草案，委員會將統籌和協調澳門特區維護國家主權工作，並協助制定澳門特區維護國家安全的政策和法律制度建設。[32]

### 9月
- 9月3日：新澳門博彩員工權益會到控煙辦遞交請願信，並遊行到政府總部，要求加強娛樂場控煙執法，並建議禁止屢犯控煙法的賭客進入娛樂場，亦認為當局應針對不阻止違規吸煙的情況（如縱容賭客在非吸煙區吸煙），作出懲罰。治安警稱遊行高峰有約200人參與，過程中秩序良好。[33]
- 9月9日：約500名石排灣居民在塔石廣場遊行到政府總部遞交請願信，要求政府撤回路環臨時危險品倉的選址，批評浪費公帑以及威脅當區居民生命安全，並建議盡快在新城E1區興建危險品永久倉庫。[34]
- 9月16日：超強颱風山竹吹襲澳門，帶來廣泛影響，多區低窪地方出現水浸，部分建築玻璃甚至有幕墻剝落[35]。

### 10月
- 10月20日：晚上，澳门中联办主任郑晓松因抑郁症坠楼身亡。
- 10月24日：歷時9年興建的港珠澳大橋正式通車。

### 11月
- 11月15日：特首崔世安發表任內最後一份《施政報告》，題為「把握機遇，均衡發展」，內容包括宣布2019年起重啟經屋申請、繼續現金分享政策，向永久居民每人派發現金一萬澳門元，着手研究和諮詢即將到期的賭牌的重新競投事宜、落實執行《澳門特別行政區海域利用與發展中長期規劃(2016-2036)》、加快澳門新城區各區建設和研究與大灣區其他城市合作推動澳門納入珠三角西岸高鐵規劃的可行性等。[36]

### 12月
- 12月15日：關閘巴士總站在耗資1.7億元整改一年零四個月後重開，首階段有13條巴士路線進駐使用。[37]

## 逝世
- 1月8日，鮑馬壯（90歲），前澳門體育委員、排球總會永遠榮譽會長，睡夢中離世。[38]
- 1月19日，白德安（66歲），澳門回歸前最後一任司法警察司司長，在葡萄牙中風辭世。[39]
- 4月14日，潘漢榮（70歲），澳門工聯會副會長、澳門建造業總工會會長，病逝。[40]
- 4月17日，葛多華（83歲），前治安警察廳警務主任、副總指揮，病逝。[41]
- 10月20日，鄭曉松（59歲），澳門中聯辦主任，墮樓身亡。
- 11月20日，Bobo (黑熊)（35歲），生活於澳門二龍喉公園的亞洲黑熊，病逝。